# Barbus multilineatus
Barbus multilineatus es una especie de peces de la familia de los Cyprinidae en el orden de los Cypriniformes.

## Morfología
Los machos pueden llegar alcanzar los 4,5 cm de longitud total.

## Hábitat
Es un pez de agua dulce.

## Distribución geográfica
Se encuentra en los cursos superiores de los ríos Zambeze y  Kafue. También en el río Okavango y en el tramo  zambiano del río Congo.